# Franske film fra 2009
Franske film fra 2009
Filmåret 2009 i Frankrig bød på 471 film.
Årets Césarpris for bedste film gik til: Séraphine instrueret af Martin Provost.

## De mest sete i Frankrig
Af dem var de 20 mest sete disse:
| Film                        | Instruktør                      | Antal solgte billetter |
| --------------------------- | ------------------------------- | ---------------------- |
| Le petit Nicolas            | Laurent Tirard                  | 6.837.630              |
| Arthur og Maltazars hævn    | Luc Besson                      | 4.864.989              |
| Océans                      | Jacques Perrin, Jacques Cluzaud | 3.830.454              |
| Coco Før Chanel             | Anne Fontaine                   | 3.599.540              |
| Koncerten                   | Radu Mihaileanu                 | 3.174.702              |
| Coco                        | Gad Elmaleh                     | 3.109.677              |
| OSS 117: Rio ne répond plus | Michel Hazanavicius             | 2.644.325              |
| Neuilly sa mère !           | Gabriel Laferrière              | 2.494.112              |
| De l'autre côté du lit      | Pascale Pouzadoux               | 2.088.357              |
| Safari                      | Olivier Baroux                  | 2.020.563              |
| Le code a changé            | Danièle Thompson                | 1.792.684              |
| Le hérisson                 | Mona Achache                    | 1.749.525              |
| Lucky Luke                  | James Huth                      | 1.713.637              |
| Micmacs à tire-larigot      | Jean-Pierre Jeunet              | 1.704.388              |
| La première étoile          | Lucien Jean-Baptiste            | 1.695.908              |
| Profeten                    | Jacques Audiard                 | 1.617.777              |
| From Paris with Love        | Pierre Morel                    | 1.571.883              |
| Welcome                     | Philippe Lioret                 | 1.458.916              |
| Incognito                   | Eric Lavaine                    | 1.270.918              |
| Banlieue 13 - Ultimatum     | Patrick Alessandrin             | 1.168.590              |